# Racovița (Timiș)
Racovița es una comuna ubicada en el distrito de Timiș, Rumania.

## Superficie
Posee una superficie de 117,2 kilómetros cuadrados.

## Demografía
Hasta 2021 la población era de 2924 habitantes, con una densidad de población de 24,95 habitantes por kilómetro cuadrado.